# 정창희

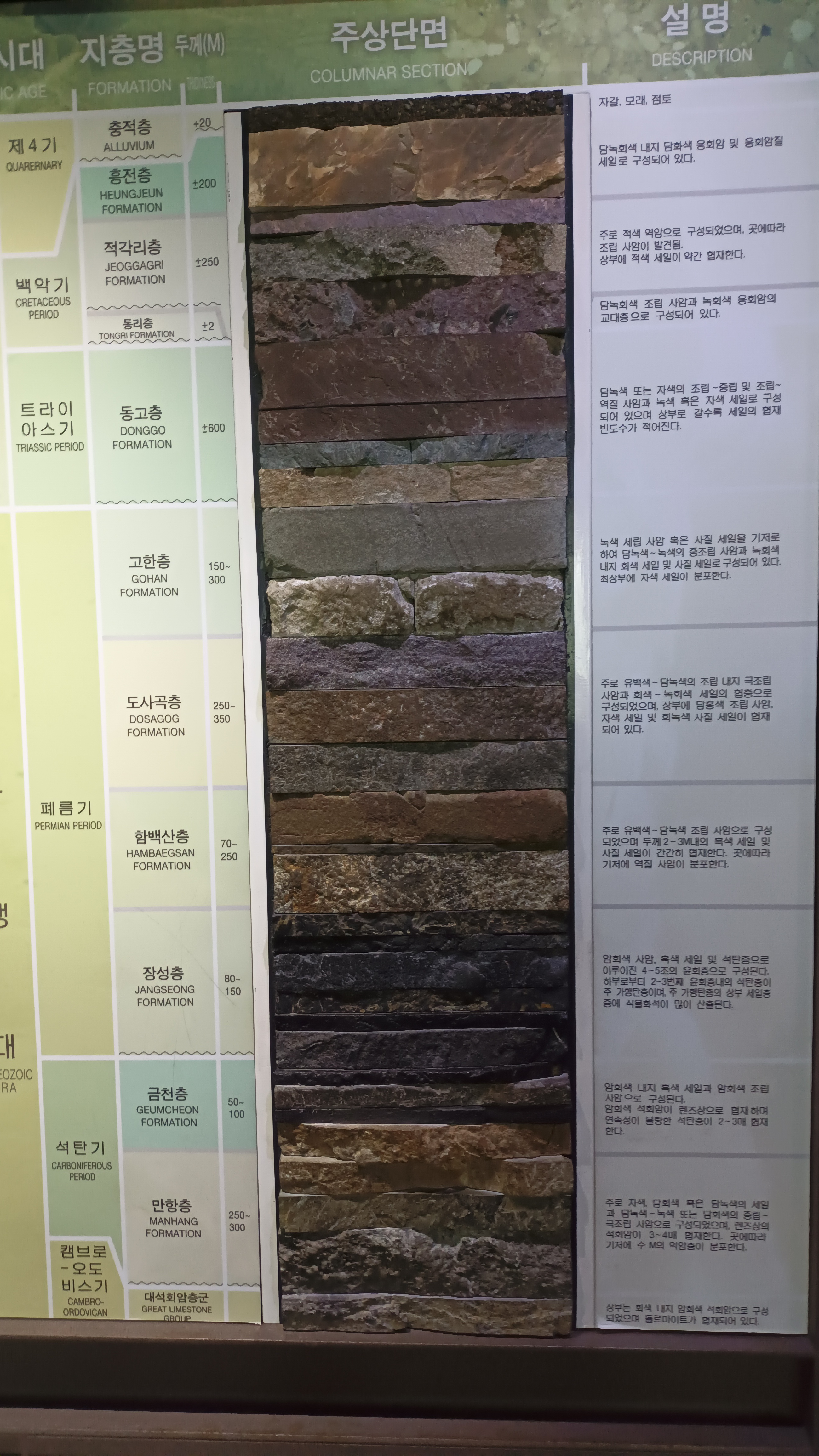
삼척탄전의 주상단면도. 오늘날 삼척탄전에서는 정창희가 제안한 층서(만항층, 금천층, 장성층, 함백산층, 도사곡층, 고한층, 동고층)를 그대로 사용하고 있다.

정창희(鄭昌熙, 1920년 10월 11일~2022년 5월 15일)는 대한민국의 지질학자, 서울대학교 명예교수이다. 

## 학력
- 1939~1941 평양 대동공업전문학교
- 1942~1944 일본 북해도제국대학 이학부 이학사
- 1968 일본 북해도대학 이학박사

## 주요경력
- 1952.12~1986.02 서울대학교 지질학과 교수
- 1974.04~1976.04 대한지질학회 회장
- 1960.04~2022.05 대한민국학술원 회원

## 생애 및 업적
한국 지질학계의 선구자. 후기 고생대 퇴적층에 대한 새로운 기준을 제시했으며, 지층의 시공간 관계를 연구하는 층서학을 정립하였다. 
- 1920년 10월 11일 평안북도 철산군 여하면에서 태어났다.
- 1939년 3월 신의주 고등보통학교를 졸업한 후 1939년 4월 평양 대동공업전문학교 채광야금학과에 입학하고, 1941년 12월 졸업했으며, 1942년 4월 일본 북해도제국대학 이학부 지질광물학과에 입학했다.
- 1944년 10월 북해도제국대학을 졸업했으며, 조선총독부 지질조사소에 입사했다. 지질조사소의 유일한 한국인 지질학자로, 포항 부근의 도폭 조사를 맡아 시행했다.
- 1945년 11월 지질광산연구소가 세워졌고, 그곳에서 지질과 과장을 역임했으며, 1947년 4월 10일 창립된 대한지질학회에서 간사로 선출되었고, 이후, 이사, 회장까지 역임한다.
- 1952년 12월 지질광산연구소를 떠났으며, 서울대학교 지질학과 부교수를 맡게 되었다.[1] 교수로 재직하는동안 다수의 박사 학위자와 석사 학위자를 배출했다.
- 1961년 한국 정부는 제1차 경제개발 5개년 계획을 추진하기 전에 석탄과 석회암 자원을 파악하는 태백산지구 지하자원 조사를 시행했는데, 이에, 대표적 탄광지역인 강원도 삼척탄전, 영월탄전 및 충청북도 단양탄전에 대해 집중적인 연구를 이끌었다.
- 1969년 그때까지 홍점층, 사동층, 고방산층, 녹암층으로 구분되어 왔던 평안 누층군을 만항층, 금천층, 장성층, 함백산층, 도사곡층, 고한층, 동고층으로 재설정하였다.[2]
- 1974년 후기 고생대 표준화석인 방추충 화석의 생물층서를 조사해 삼척탄전과 영월탄전 사이 지질시간의 기록이 없는 부정합(unconformity)이 존재한다는 연구를 발표했으며, 영월탄전에서 육안으로 관찰되지 않는 지질 시간 약 1천만 년에 해당하는 준정합(paraconformity)의 존재를 처음으로 밝히기도 했다. 또한 1984년 국제 지질학계에서 인정을 받아 새로운 속(genus)으로 격상한 방추충 Xenostaffella과 Hanostafellaff을 최초로 찾아 보고했다. 또한 삼척탄전의 지질에 대한 자세한 연구로 하부 고생대 지층이 상부 고생대 지층 평안 누층군 위로 충상된 충상단층을 밝혀냈다. 이 연구 결과는 향후 삼척탄전의 지질구조와 조구조작용 발달사 연구에 크게 기여했다.
- 이러한 지질학 분야의 연구 업적을 인정받아 1975년 지질학계의 가장 권위 있는 학술상인 '운암지질학상'을 수상했다.
- 1979년부터 1995년까지는 문화부 문화재위원회 위원으로 활동하며 자연문화재의 보존에도 기여했다.
- UNESCO-국제지질연맹(IUGS)의 국제지질대비프로젝트(IGCO)의 한국위원회 위원장도 역임했다.
- 2022년 5월 15일 노환으로 별세하였다.

## 상훈
- 1975 운암지질학상
- 1978 대한민국학술원상(저작상)
- 1985.05 5·16민족상(학술)
- 2014.05 국민훈장 무궁화장

## 같이 보기
- 평안 누층군 만항층, 금천층, 장성층, 함백산층, 도사곡층, 고한층, 동고층
- 김형석

## 참고 문헌
- 대한민국 과학기술유공자 홈페이지
- 대한민국 과학기술유공자 백과 정창희